# Варакута Діана Григорівна
Діана Григорівна Варакута (нар. 20 березня 1949, Чаплине) — українська художниця; член Чернігівської організації Спілки радянських художників України з 1990 року. Лауреат Чернігівської обласної премії імені Олекси Десняка за 1979 рік. Дружина художника Олексія Крюкова, мати художників Ганни Крюкової та Олександра Крюка.

## Біографія
Народилася 20 березня 1949 року в смт Чаплиному (нині Синельниківський район Дніпропетровської області, Україна). Упродовж 1970—1976 років навчалась у Київському художньому інституті, де її викладачами були зокрема Валиль Гурін, Анатолій Пламеницький, Віктор Пузирков.
Після здобуття фахової освіти працювала на Чернігівському художньо-виробничому комбінаті. Живе в Чернігові, в будинку на вулиці Пухова, № 132, квартира № 34.

## Творчість
Працює в галузі станкового живопису, створює пейзажі, портрети, натюрморти. Серед робіт:
- «Зимовий пейзаж. Седнів» (1977);
- «Партизанська алея» (1977);
- «Повінь» (1980);
- «Мій рідний край» (1981);
- «Вечірня тиша» (1982);
- «Старі клуні» (1982);
- «9 травня» (1985);
- «Озеро Лизогуба» (1986);
- «Береги Десни» (1989);
- «Зимовий пейзаж» (1990);
- «Наслідок» (1990);
- «Повінь» (1990);
- «Осінній пейзаж» (1991);
- «Феєрія» (1996);
- «Осінь» (1996);
- «У творчих роздумах» (1998);
- «Натюрморт із сухими квітами» (1998);
- «Танок» (1998);
- «Туман» (1998);
- «Іній» (1999);
- «У творчих пошуках. Перший сніг» (1999);
- «Ранок» (1999);
- «Рідному Кобзарю» (2001);
- «Осіння музика» (2002);
- «Півники» (2002);
- «Червоний міст» (2002);
- «Спаський собор» (2003).

Брала учать в обласних, всеукраїнських та міжнародних мистецьких виставках з 1976 року. Персональні виставки відбулися у Чернігові у 1999, 2000 роках.
Окремі полотна художниці зберігаються у Чернігівському художньому музеї.